# Tiny Toon Adventures (videogioco)
Tiny Toon Adventures è un videogioco a piattaforme ispirato all'omonimo cartone animato. Il videogioco è stato sviluppato e pubblicato dalla Konami nel 1991.